# Robert M. Malina
Robert Marion Malina (ur. 19 września 1937 na Brooklynie w Nowym Jorku) – amerykański antropolog. Specjalizuje się w zagadnieniach z zakresu kinezjologii. Członek honorowy Polskiego Towarzystwa Antropologicznego oraz członek zagraniczny Wydziału Nauk Biologicznych i Rolniczych Polskiej Akademii Nauk od 1991 roku. Profesor emeritus Uniwersytetu Teksańskiego, wykładowca w Katedrze Antropologii i Kinezjologii na Uniwersytecie Michigan. Pracownik naukowy Uniwersytetu Stanowego Tarleton.  

## Życiorys
Urodził się i dorastał na Brooklynie. W 1959 roku otrzymał licencjat w dziedzinie wychowania fizycznego na Manhattan College. Stopień magistra i doktorat z wychowania fizycznego uzyskał na Uniwersytecie Wisconsin w Madison. W 1968 na Uniwersytecie Pensylwanii obronił z kolei doktorat z antropologii.
Współpracownik Instytutu Kulturoznawstwa Latynoamerykańskiego na teksańskiej uczelni.
16 października 2001 otrzymał tytuł doktora honoris causa Akademii Wychowania Fizycznego im. Bronisława Czecha w Krakowie, a 18 września 2006 Akademii Wychowania Fizycznego we Wrocławiu.
Robert Malina został również wyróżniony tym tytułem na Uniwersytecie Katolickim w Leuven i Uniwersytecie w Coimbrze.
Laureat Nagrody Ambasadora Rzeczypospolitej Polskiej w Waszyngtonie.

## Książki
Robert Marion Malina jest autorem lub współautorem następujących publikacji ksiązkowych:
- Growth, Maturation, and Physical Activity[8]
- Youth Sports: participation, trainability and readiness[9]
- Body Dimensions and Proportions, White and Negro Children, 6-11 Years, United States[10]
- Selected Body Measurements of Children 6-11 Years, United States[11]
- Manual of Physical Status and Performance in Childhood: Volume 1B: Physical Status[12]
- Genetics of Fitness and Physical Performance[13]
- Push Factors in Mexican Migration to the United States: The Background to Migration, a Summary of Three Studies with Policy Implications[14]
- La Galgada, Peru: A Preceramic Culture in Transition[15]
- Growth and Development: The First Twenty Years[16]
- Growth of Rural and Urban Children in the Valley of Oaxaca, Mexico[17]
- Skeletal Maturity of the Hand and Wrist in Oaxaca School Children[18]
- Growth Status of Schoolchildren in a Rural Zapotec Community in the Valley of Oaxaca, Mexico, in 1968 and 1978[19]
- Program for Athletic Coaches' Education (PACE): Reference Manual and Study Guide[20]
- Sports Medicine for Specific Ages and Abilities[21]
- Relationships Between Body Size and Second Metacarpal Dimensions in Oaxaca, Mexico: School Children 6 to 14 Years of Age[22]
- Tracking of Physical Activity Across the Lifespan[23]
- Patterns of Childhood Mortality and Growth Status in a Rural Zapotec Community[24]
- Hearing and Related Medical Findings Among Children: Race, Area, and Socioeconomic Differentials, United States[25]
- Selected Body Measurements of Children 6-11 Years, United States[26]
- Estatus de crecimiento en niños escolares del estado de Oaxaca: Resultados de encuestas realizadas en 18 comunidades en la década de 1970[27]
- Crescimento, maturação e atividade física[28]